# ديفيد هودلستون
ديفيد هودلستون (بالإنجليزية: David Huddleston)‏ مواليد 17 سبتمبر 1930 في فرجينيا، الولايات المتحدة - الوفاة 2 أغسطس 2016 في سانتا فيه، الولايات المتحدة، هو ممثل أمريكي بدأ مسيرته الفنية سنة 1960. امتدت مسيرته الفنية لأكثر من 49 عاما.

## الأعمال

### مسلسلات
- بيويتشد
- بونانزا
- بيويتشد
- غان سموك
- أيرون سايد
- بونانزا
- ذا والتونز
- غان سموك
- أيرون سايد
- مسلسل ملائكة تشارلي
- هاواي فايف أو
- ترابر جون إم دي
- ماجنوم بي آي
- كولمبو
- ستار تريك: الجيل التالي
- جوال تكساس ووكر
- الجناح الغربي
- بنات غيلمور
- الجناح الغربي
- جيريكو
- فيلادلفيا دائما مشمسة

## روابط خارجية
- ديفيد هودلستون على موقع IMDb (الإنجليزية)
- ديفيد هودلستون على موقع روتن توميتوز (الإنجليزية)
- ديفيد هودلستون على موقع ألو سيني (الفرنسية)
- ديفيد هودلستون على موقع أول موفي (الإنجليزية)
- ديفيد هودلستون على موقع قاعدة بيانات برودواي على الإنترنت (الإنجليزية)
- ديفيد هودلستون على موقع قاعدة بيانات الأفلام السويدية (السويدية)
- ديفيد هودلستون على موقع إن إن دي بي (الإنجليزية)
- ديفيد هودلستون على موقع قاعدة بيانات الفيلم (الإنجليزية)
- ديفيد هودلستون على موقع كينوبويسك (الروسية)